# Cirrochroa guimarensis
Cirrochroa guimarensis är en fjärilsart som beskrevs av Hans Fruhstorfer 1912. Cirrochroa guimarensis ingår i släktet Cirrochroa och familjen praktfjärilar. Inga underarter finns listade i Catalogue of Life.